# Ein Hungerkünstler

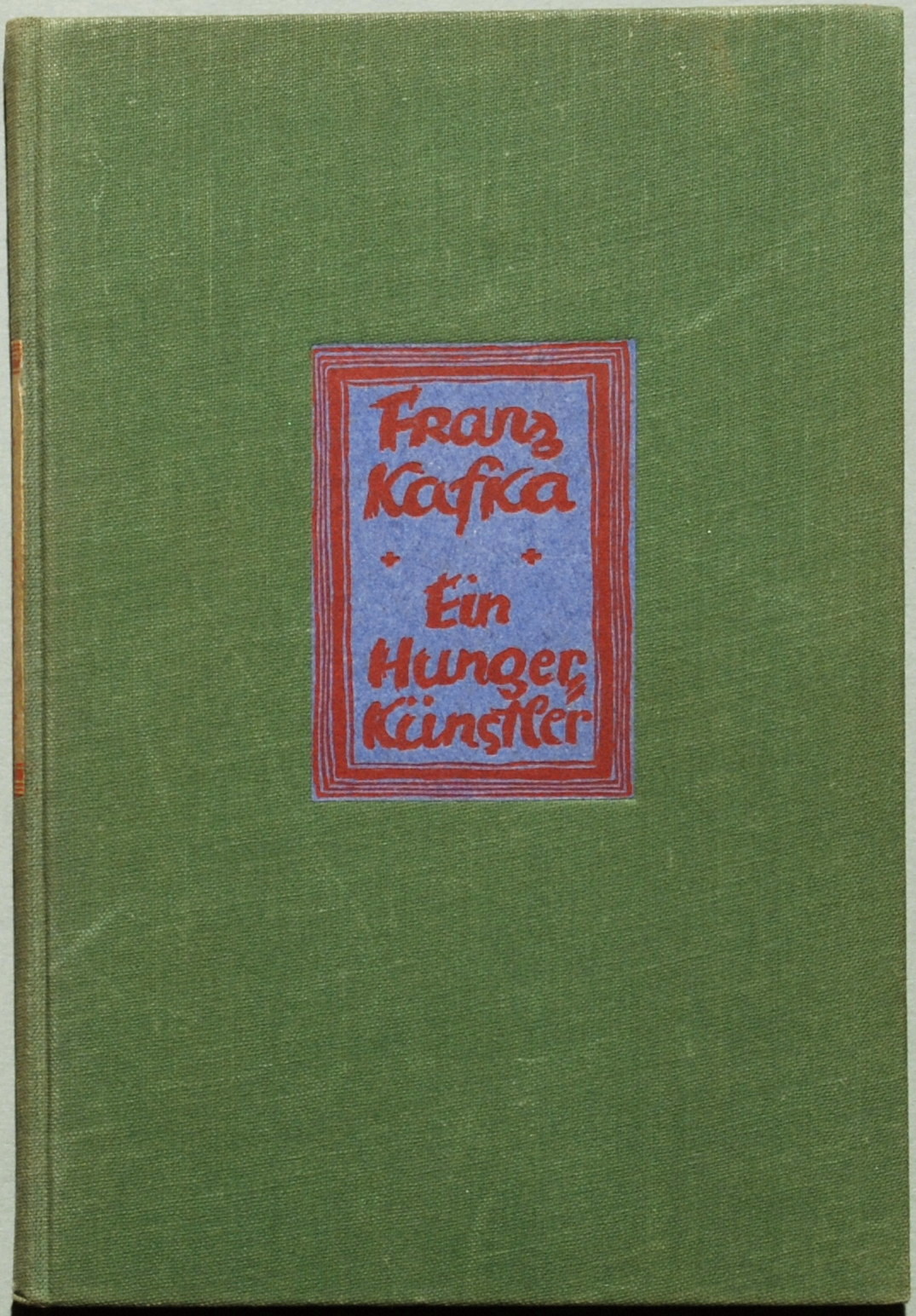
Verlagseinband 1924

Ein Hungerkünstler ist eine Erzählung von Franz Kafka, die erstmals 1922 in der Zeitung Die neue Rundschau erschien. Gleichzeitig ist es der Titel für den 1924 erschienenen Sammelband des Autors, der noch drei weitere Prosatexte enthielt. Drei der vier Erzählungen haben jeweils eine ironische Sicht auf das Künstlerleben zum Inhalt, wobei in zwei Fällen Zirkusfiguren gewählt wurden.
Vor und nach der Jahrhundertwende war die Verwendung von Gauklern und Artisten, also Vertretern eher halbseidener Künste, in der Literatur sehr häufig. Siehe bei Frank Wedekind, Rainer Maria Rilke, Charles Baudelaire, Paul Verlaine.
Wie öfter in Kafkatexten können sich Künstler und Zuschauer nicht verstehen: Den Artisten treibt innerer Zwang; das Publikum will kurzfristige Unterhaltung. Auch die Maus Josefine aus Kafkas letzter Erzählung ist ihrem Publikum fern in ihrer Selbstvergessenheit.

## Sammelband
Der Sammelband Ein Hungerkünstler erschien Ende August 1924 als letztes Buch Kafkas. Neben der Erzählung Ein Hungerkünstler enthält es die Kurzgeschichten Erstes Leid, Eine kleine Frau und Josefine, die Sängerin oder Das Volk der Mäuse.

## Ein Hungerkünstler (Die Erzählung)

### Inhalt
Ein Hungerkünstler lebt zunächst in Zeiten, in denen in der Öffentlichkeit ein reges Interesse an seiner Kunst besteht. In seinem Gitterkäfig wird er vom Publikum von Hungertag zu Hungertag interessiert begutachtet und bewundert. Für den Hungerkünstler ist aber das andauernde Hungern „die leichteste Sache von der Welt“. Er leidet darunter, dass man ihm das nicht glaubt, ihm möglicherweise sogar unterstellt, geschickt heimlich zu essen, oder ihm zumindest absichtlich die Möglichkeit dazu gibt. Zudem besteht sein Impresario darauf, dass er nach vierzig Tagen das Hungern beenden solle. Er öffnet ihm den Käfig und stellt ihm Essen bereit. Der Hungerkünstler fühlt sich absolut missverstanden, er weiß, dass er noch viel länger hungern kann. Aufgrund des andauernden Nichtverstandenseins bekommt er eine immer trübere Laune.
Aber die Zeiten ändern sich und das Hungerkünstlertum kommt außer Mode. Der Hungerkünstler ist nicht mehr die Attraktion. Er trennt sich von seinem Impresario und befindet sich nun in einem der vielen mit Stroh ausgelegten Käfige eines Zirkus neben den Tieren. Hier hungert er immer weiter, von Zuschauern kaum noch bemerkt.
Arbeiter entdecken ihn irgendwann ganz klein unter seinem Stroh. Bevor er stirbt, verrät er ihnen mit seinen letzten Worten den wahren Grund seines Hungerns. Er könne nicht anders, weil er die Speise, die ihm schmeckt, nicht gefunden habe. Hätte er sie gefunden, er hätte sich „vollgegessen wie alle“. Er wird mit dem Stroh zusammen begraben.
In seinen Käfig wird ein junger kraftvoller Panther gesteckt, der sofort zum neuen Anziehungspunkt wird.

### Entstehung
Die Erzählung entstand innerhalb weniger Tage im Frühjahr 1922, während die Arbeit am Roman Das Schloss ins Stocken geriet.
Die Wahl des Themas, nämlich das Hungern als Kunst, mochte den damaligen Lesern angesichts der Nachkriegsarmut (besonders der Hungersnot in Russland) eher zynisch erschienen sein. Kafkas Interesse für den Zirkus und andere Formen der Schaustellerei sind in der Literaturwissenschaft als wichtige geschichtliche Entstehenszusammenhänge der Erzählung untersucht worden. So wurde beispielsweise auch der reale Hungerkünstler Giovanni Succi als mögliches Modell für Kafkas fiktive Figur gehandelt.

## Textanalyse
In seinem Aufbau gleicht der Hungerkünstler den Erzählungen Das Urteil sowie Der Bau. Da ist anfangs die Schilderung von Erfolg und Zufriedenheit in der Blütezeit des Schauhungerns. Schnell folgt der Umschwung ins Negative, das Unverständnis und die Begrenzung der Hungerzeit nach dem Geschmack des oberflächlichen Publikums. Am Ende steht der Tod und gleichzeitig erscheint der Hinweis auf eine andere Vitalität.

### Deutungsansätze
Der Hungerkünstler kann als Symbol für den Künstler schlechthin gesehen werden. Die Kunst, die das Publikum als Leistung sieht, die mühsam errungen werden muss, ist für den Künstler ein Bedürfnis, fast ein Zwang, der seinem Wesen ganz und gar entspricht, wie nichts anderes in seiner Existenz. Die Kunst ist für den (Hunger-)Künstler die „leichteste Sache von der Welt“, die für ihn therapeutischen Charakter hat. Was für andere strenge Askese wäre, ist für ihn ein ganz natürliches So-Sein.
Ambivalent ist die Haltung des (Hunger-)Künstlers zum Publikum. Einerseits sonnt er sich in seiner Popularität und möchte auch das Verständnis seiner Zuschauer. Andererseits ist es ja gerade der Publikumsgeschmack, der den Impresario veranlasst nur jeweils 40 Tage hungern zu lassen. Das bekannte Problem des Künstlers, der sich dem Kunstbetrieb anpassen soll.
Ganz frei ist der (Hunger-)Künstler erst, als ihn kein Publikum mehr beachtet. Man kann hier an Kafka selbst denken, der viele seiner Schriften nicht für eine Leserschaft, sondern zur Vernichtung vorgesehen hatte. Aber was für eine jammervolle Figur ist der (Hunger-)Künstler zuletzt. Er wird von Arbeitern mehr entsorgt als bestattet. Kurz vor seinem Tod teilt er ihnen das Geheimnis seines Hungerns mit, nämlich dass er nie die Speise fand, die ihm schmeckte. Die Arbeiter können das aber nicht würdigen und halten ihn für geistesgestört.
Aber nicht erst am Ende seiner immer mehr versponnenen Existenz zeigt sich die Diskrepanz zwischen dem (Hunger-)Künstler und seiner Umgebung. Schon in seinen beruflichen Blütezeiten herrschte zwischen ihm und den Personen seiner Umwelt (dem Impresario, den zwei Ehrendamen, den Wächtern) ein gespanntes Verhältnis, das von gegenseitigem Unverständnis geprägt ist. Insbesondere die Unvereinbarkeit mit den zwei Damen wird ausführlich beschrieben – Kafkas Verhältnis zu Frauen und enger Bindung.
Man sieht hier den Künstler, der losgelöst von allen Bezügen nur seiner Kunst leben will und dafür sogar ein menschenunwürdiges Leben in Kauf nimmt.
Diese Geschichte eines fanatischen Ehrgeizes ist – ähnlich wie Josefine, die Sängerin oder Das Volk der Mäuse – von starker Ironie geprägt. Mit ironischem Pathos wird verkündet: „Versuche jemand die Hungerkunst zu erklären! Wer es nicht fühlt, dem kann man es nicht begreiflich machen.“ Hier hört man Stoßseufzer von Goethes Faust: „Wenn ihrs nicht fühlt, ihr werdets nicht erjagen“.
Ebenso ironisierend ist die Nennung der Zahl 40 im Zusammenhang mit den Hungertagen. Es ist die Zahl, die im Alten und Neuen Testament mehrfach und auch im Zusammenhang mit Hungern genannt wird. Hier wird besonders die Diskrepanz zwischen Anspruch und Wirklichkeit des Hungerkünstlers deutlich; er will sich selbst „übertreffen bis ins Unbegreifliche“.

### Ausblick
Mit den letzten Sätzen der Erzählung wird eine weitere Geschichte eröffnet; es geht um den neuen Bewohner des ehemaligen Käfigs des (Hunger-)Künstlers, einen jungen Panther, der die kraftvolle, animalische Ungebundenheit symbolisiert. Größer könnte der Unterschied zwischen den zwei Käfigbewohnern kaum sein. Das Publikum hat nun endlich wieder eine echte neue Attraktion.
Das fleischreißende Raubtier steht in totalem Gegensatz zum Hungerkünstler (und auch zum Vegetarier Kafka) und dennoch zeichnet sich auch sein Verhängnis deutlich ab. Der Erzähler postuliert zwar bezüglich des Panthers: „Ihm fehlte nichts.“ Aber die Beschreibung des wilden Tieres, das sich herumwirft und dessen Körper knapp zum Zerreißen ausgestattet ist, erinnert an das unglückliche Tier aus Eine Kreuzung. Der Panther „scheint“ die Freiheit nicht zu vermissen. Aber Tatbestand ist, dass ein Raubtier eingepfercht wird in ein beengendes Behältnis. Man denkt hier zwangsläufig an das Panther-Gedicht von Rilke aus dem Jahr 1902 oder an den Affen Rotpeter aus Ein Bericht für eine Akademie.
Den Wünschen des Hungerkünstlers stand der Käfig nicht im Wege. Für den Panther aber mit seinen elementaren Freiheitsbedürfnissen ist bereits dieser Käfig ein ganz verfehlter Ort, auch wenn dort genügend Nahrung angeboten wird.

## Zitat
- „Niemand war ja imstande, alle die Tage und Nächte beim Hungerkünstler ununterbrochen als Wächter zu verbringen, niemand also konnte aus eigener Anschauung wissen, ob wirklich ununterbrochen fehlerlos gehungert worden war; nur der Hungerkünstler selbst konnte das wissen, nur er also gleichzeitig der von seinem Hungern vollkommen befriedigte Zuschauer sein.“

## Rezeption
- v. Jagow, O. Jahraus (S. 538): „So sehr die Kunst des Hungerkünstlers körperlich beglaubigt wird, letztlich erzählt die Geschichte nicht von einem körperlichen Triumph, sondern von einem sozialen Scheitern. Zwischen diesen beiden Polen verläuft der Spannungsbogen der Geschichte.“

## Ausgaben
- Ein Hungerkünstler. Vier Geschichten. Verlag Die Schmiede, Berlin 1924. (Erstausgabe)
- Sämtliche Erzählungen. Herausgegeben von Paul Raabe. Fischer-Taschenbuch-Verlag, Frankfurt am Main 1970, ISBN 3-596-21078-X.
- Die Erzählungen. Originalfassung, Herausgegeben von Roger Herms. Fischer Taschenbuchverlag, Frankfurt am Main 1997, ISBN 3-596-13270-3
- Drucke zu Lebzeiten. Herausgegeben von Wolf Kittler, Hans-Gerd Koch und Gerhard Neumann. Fischer Verlag, Frankfurt am Main 1996, S. 315–377, ISBN 3-10-038154-8.
- Erzählungen: Vor dem Gesetz, Das Urteil, Der Landarzt, Ein Hungerkünstler, Blumfeld, Bericht für eine Akademie, Der Jäger Graccus uvm. Ideenbrücke, Braunschweig 2016, ISBN 978-3-96055-025-9.

## Sekundärliteratur
- Peter-André Alt: Franz Kafka: Der ewige Sohn. Eine Biographie. C.H. Beck, München 2005, ISBN 3-406-53441-4.
- Bernd Auerochs: Ein Hungerkünstler. Vier Geschichten. In: Manfred Engel, Bernd Auerochs (Hrsg.): Kafka-Handbuch. Leben – Werk – Wirkung. Metzler, Stuttgart / Weimar 2010, ISBN 978-3-476-02167-0, S. 318–329, bes. 322 f.
- Thorsten Carstensen und Marcel Schmid (Hrsg.): Die Literatur der Lebensreform. Kulturkritik und Aufbruchstimmung um 1900. Bielefeld 2016, ISBN 978-3-8376-3334-4.
- Manfred Engel: Zu Kafkas Kunst- und Literaturtheorie. In: Manfred Engel, Bernd Auerochs (Hrsg.): Kafka-Handbuch. Leben – Werk – Wirkung. Metzler, Stuttgart / Weimar 2010, ISBN 978-3-476-02167-0, S. 483–498, bes. 487 f.
- Bettina von Jagow, Oliver Jahraus: Kafka-Handbuch Leben-Werk-Wirkung. Vandenhoeck & Ruprecht, 2008, ISBN 978-3-525-20852-6.
- Marcel Krings: Franz Kafka: Der „Hungerkünstler“-Zyklus und die kleine Prosa von 1920–1924. Spätwerk – Judentum – Kunst. Winter, Heidelberg 2022, ISBN 978-3-8253-4940-0.
- Reiner Stach: Franz Kafka. Die Jahre der Entscheidungen. Frankfurt am Main 2002.